# قفاز المساء
قفازات المساء للسيدات طويلة قفازات ترتديها النساء مثل ملابس رسمية، وعادة ما ترتدي ملابس رسمية مثل فستان سهرة أو فستان زفاف. من بينها، أطول قفازات سهرة تسمى «قفازات الأوبرا». الجزء «طول الكوع أو أطول» هو المفتاح؛ يمكن أن تسمى القفازات التي تغطي جزءًا كبيرًا من الساعد، حتى أسفل الكوع مباشرة، «قفازات طويلة» أو «قفازات مسائية»، ولكن ليس «قفازات أوبرا» مطلقًا.
تُشتق العديد من الفساتين الاحتفالية الغربية من أزياء الطقوس المسيحية، لا سيما في الكنيسة الكاثوليكية، وهي أكبر طائفة مسيحية حيث يتم تنظيم الطقوس بصرامة، وكان مطلوبًا لتقليل تعرض الجلد. استجابة لهذا الاتجاه، في العالم الغربي، يجب ارتداء الفساتين ذات الأكمام القصيرة أو بلا أكمام مثل قواعد اللباس الليلي مع قفازات طويلة حتى المرفق حتى في المناسبات الرسمية والدوائر الاجتماعية للطبقة العليا. لذلك فله معنى قوي لباس رسمي في مكان مقدس صارم، ويقال إنه لباس راقي لسيدة أنيقة ونظيفة.
تأتي قفازات السيدات للملابس الرسمية وشبه الرسمية بثلاثة أطوال للسيدات: المعصم والكوع والأوبرا (فوق الكوع، وعادة ما تصل إلى العضلة ذات الرأسين ولكن في بعض الأحيان بطول الذراع بالكامل). أنبل قفازات طول الأوبرا مصنوعة خصيصًا من جلد الأطفال الأبيض. يتم استخدام العديد من أنواع الجلود الأخرى، ومعظمها أنواع ناعمة من جلد البقر، في صنع قفازات الأوبرا الطويلة؛ جلد براءات الاختراع والجلود المدبوغة تحظى بشعبية خاصة كبدائل لجلد الأطفال، وغالبًا ما تكون بأسعار معقولة أكثر من جلد الأطفال. تحظى مواد الساتان والساتان المطاطي بشعبية كبيرة، وهناك أيضًا أصناف منتجة بكميات كبيرة. تشمل مواد القفازات الأكثر غرابةً الجلود المصنوعة من السلمون والثعبان وسمك الراي اللاسع.